# Laurell K. Hamilton

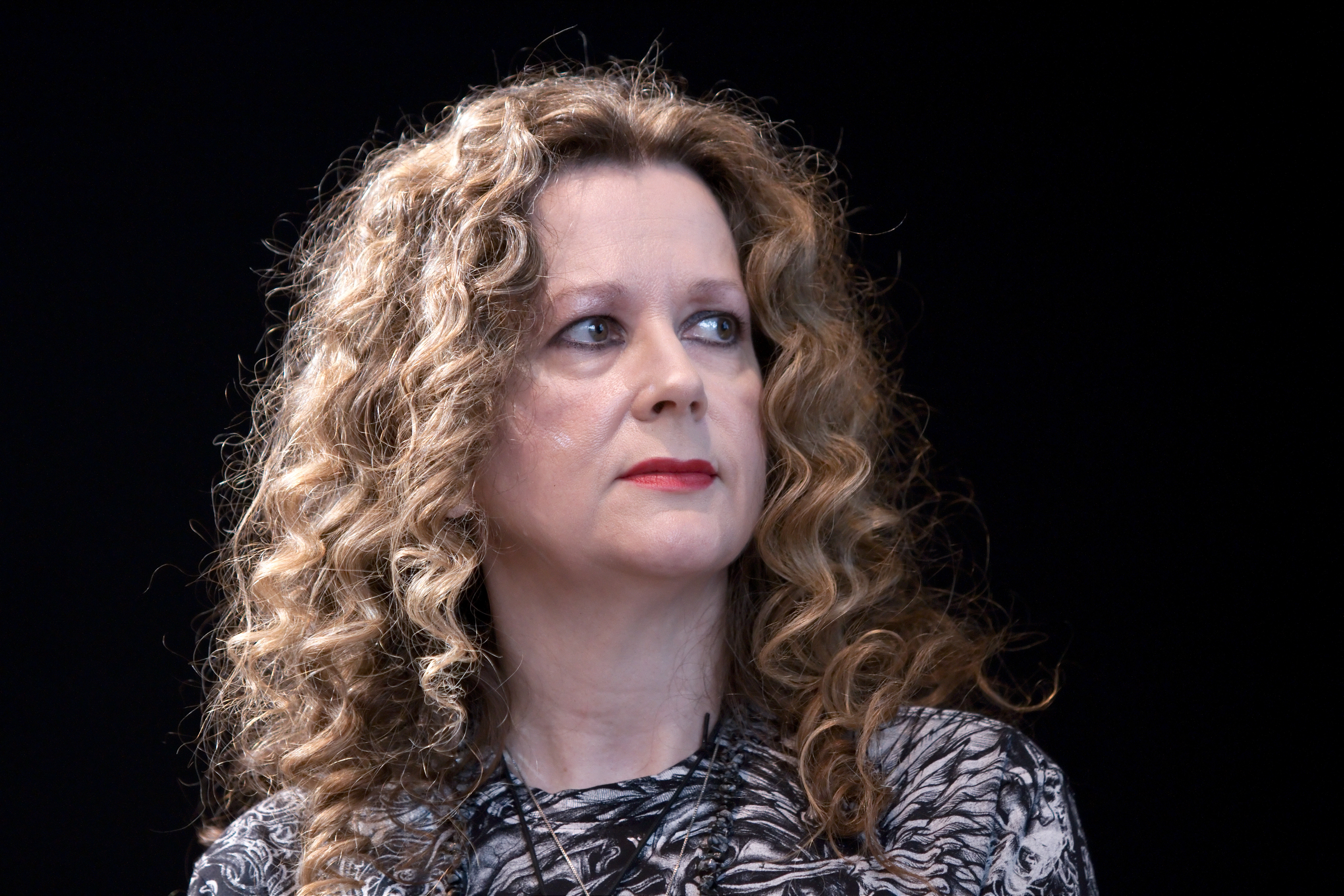
Laurell K. Hamilton - Paris 2010

Laurell Kaye Hamilton (Heber Springs, Arkansas, 19 de fevereiro de 1963) é uma escritora estadunidense cujos temas são horror, magia, fantasia, erotismo e romance. Ela passou parte da infância em Sims, Indiana, com a avó, Laura Gentry (a mãe dela morreu em 1969). Sua formação inclui graduações em inglês e biologia pela Marion (agora Indiana Wesleyan University), uma instituição de ensino superior evangélica em Indiana.
Hoje Hamilton mora no Condado de St. Louis, Missouri.

## Obras

### Anita Blake: Vampire Hunter
1. Guilty Pleasures (1993)
2. The Laughing Corpse (1994)
3. Circus of the Damned (1995)
4. The Lunatic Cafe (1996)
5. Bloody Bones (1996)
6. The Killing Dance (1997)
7. Burnt Offerings (1998)
8. Blue Moon (1998)
9. Obsidian Butterfly (2000)
10. Narcissus in Chains (2001)
11. Cerulean Sins (2003)
12. Incubus Dreams (2004)
13. Micah (2006)
14. Danse Macabre (2006)
15. The Harlequin (2007)
16. Blood Noir (2008)
17. Skin Trade (2009)
18. Flirt (2010)
19. Bullet (2010)
20. Hit List (2011)
21. Kiss the Dead (2012)
22. Affliction (2013)
23. Jason (2014)
24. Dead Ice (2015)
25. Crimson Death (2016)
26. Serpentine (2018)
27. Sucker Punch (2020)
28. Rafael (2021)

#### Anita Blake - novelas e contos
- Those Who Seek Forgiveness (2006)
- The Girl Who Was Infatuated with Death (2006)
- Beauty (2012)
- Dancing (2013)
- Shutdown (2013)
- Wounded (2016)
- Sweet Seduction (2019)
- Zombie Dearest (2020)

#### Anita Blake - SèrieMarvel Comics
(em ordem chronológica)
1. Laurell K. Hamilton's Anita Blake, Vampire Hunter: The First Death 1–2 (7 & 12/2007)
2. Guilty Pleasures Handbook (2007)
3. Anita Blake Vampire Hunter: Guilty Pleasures 1–12 (12/2006 – 8/2008)
4. Anita Blake: The Laughing Corpse – Animator 1–5 (10/2008 – 2/2009)
5. Anita Blake: The Laughing Corpse – Necromancer 1–5 (4/2009 – 9/2009)
6. Anita Blake: The Laughing Corpse – Executioner 1–5 (9/2009 – 3/2010)
7. Anita Blake: Circus of The Damned – The Charmer 1–5 (5/2010 – 10/2010)
8. Anita Blake: Circus of The Damned – The Ingenue 1–5 (1/2011)
9. Anita Blake: Circus of the Damned – The Scoundrel 1–5

### SérieMerry Gentry
1. A Kiss of Shadows (2000)
2. A Caress of Twilight (2002)
3. Seduced by Moonlight (2004)
4. A Stroke of Midnight (2005)
5. Mistral's Kiss (2006)
6. A Lick of Frost (2007)
7. Swallowing Darkness (2008)
8. Divine Misdemeanors (2009)
9. A Shiver of Light (2014)

### Outros
- Nightseer (1992)
- Nightshade (1992)
- Star Trek: The Next Generation (#24)
- Death of a Darklord(1995)
- TSR (série Ravenloft)
- A Clean Sweep em Superheroes (antologia, 1995)
- Blood upon my lips em Cravings, (antologia, 2004)
- The Girl Infatuated with Death em 'Bite (antologia, 2004)
- Strange Candy, (2006)
- Can He Bake a Cherry Pie em Never After (antologia, 2009)
- Ardeur: 14 Writers on the Anita Blake, Vampire Hunter Series (2010)
- Dead Ice' (2016)